# Acalypha koraensis
Acalypha koraensis är en törelväxtart som beskrevs av Radcl.-sm.. Acalypha koraensis ingår i släktet akalyfor, och familjen törelväxter. Inga underarter finns listade i Catalogue of Life.